# 서력 기원

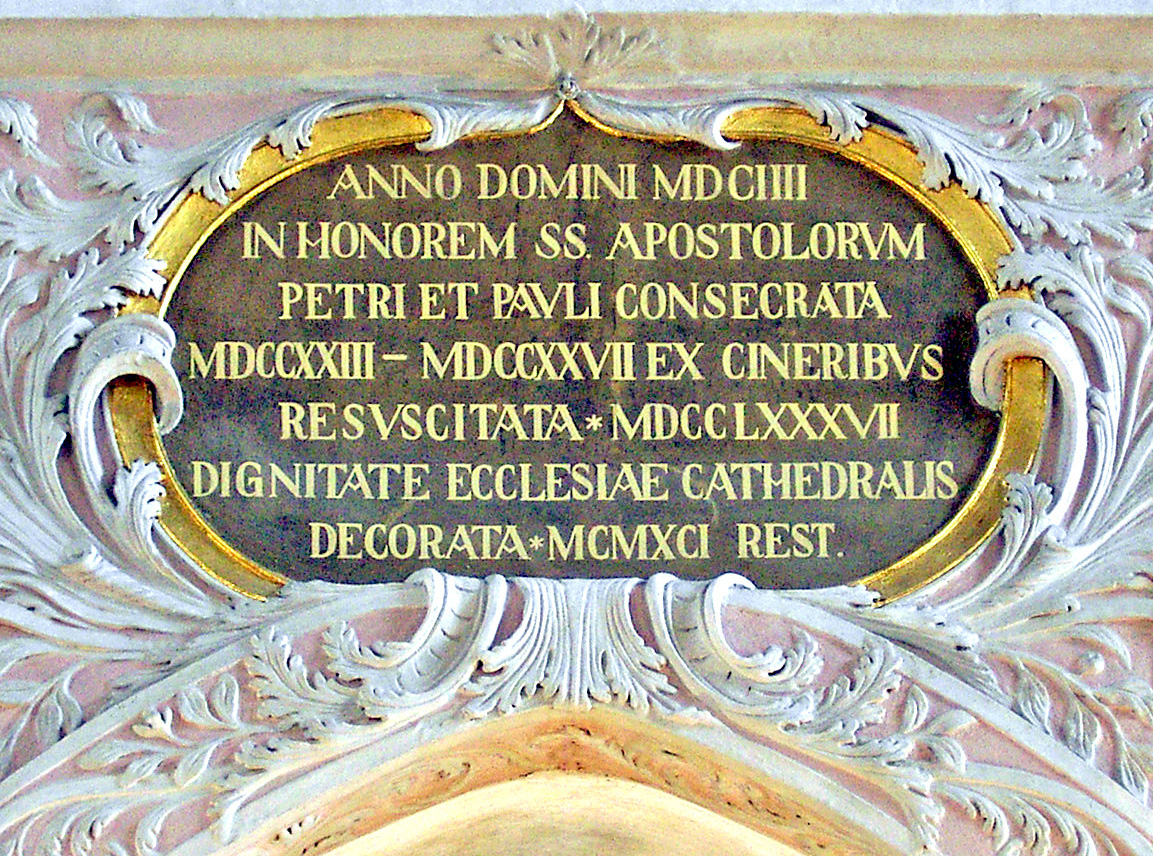
오스트리아 클라겐푸르트 대성당의 안노 도미니 비문

서력 기원(西曆 紀元, 문화어: 기독교 년대(基督敎 年代)), 약칭 서기(西紀)는 예수 탄생을 기원(紀元)으로 한 서양 기독교 문화권에서 사용해 온 기년법의 책력으로, 현재 전 세계적으로 통용되고 있다. 서기는 일반적인 다른 역법·연호 체계와 마찬가지로 0년이 존재하지 않으며, 그레고리력의 1년을 기원, 곧 ‘시작하는 해’로 삼는다. BC와는 같은 개념이라 볼 수 있다. 대한민국은 1896년부터 그레고리력을 채택하였으나 서력기원을 본격적으로 사용한 시기는 1962년 1월 1일부터이다.
로마자 약어로 기원후는 AD(라틴어: anno Domini 안노 도미니[*] ‘주의 해(年)에’)로, 기원전은 BC(영어: before Christ 비포 크라이스트[*] ‘그리스도 이전에’)를 주로 사용했다. 이 말의 기원은 라틴어로, 현재 라틴어 문장 내에서 쓸 때에는 주로 장음 표시 악센트인 마크론(¯)을 덧붙인 ‘annō Domini’로 표기한다. 반면에 영어에서는 앞서 보인 바와 같이 마크론을 떼는 게 일반적이며, 인쇄물이나 컴퓨터 문서에서는 이탤릭체로 입력하는 예가 많다. 과거 영어권 국가에서는 ‘(in) (the) year of our Lord (Jesus Christ) (우리 주 (예수 그리스도)의 해에)’와 같은 표현을 쓰기도 하였다.
그러나 최근 종교에 대해 중립적인 입장을 취하기 위해 CE(Common Era 커먼 이라[*] ‘공통 시대’, 또는 드물게 Christian Era 크리스천 이라[*])와 BCE(before Common Era 비포 커먼 이라[*] ‘공통 시대 이전’, 또는 드물게 before Christian Era 비포 크리스천 이라[*])로 대체하는 경우도 있다. ‘Common Era’라는 표현은, 이 역법이 현재 종교, 지역과 무관하게 전 세계에 퍼졌다는 점을 감안, 종교적 의미를 완전히 제거하기 위해 붙은 호칭이다. 반면에 ‘Christian Era’라는 표현은 anno Domini 같은 특정 종교에서만 사용되는 숭배의 뉘앙스를 배제한 채 ‘기독교의 책력’이라고 표현한 것이라 할 수 있다. 중국어에서도 비슷하게 ‘공력 기원(公曆 紀元)’, ‘공력(公曆)’, ‘공원(公元)’과 같은 용어가 널리 쓰이고 있다. 한국의 기독교에서는 anno Domini를 간혹 주후로 번역한다.

## 사용
전통적으로, 영어에서는 라틴어 사용법을 따라 "AD" 약어를 연도 숫자 앞에 배치하지만, 연도 뒤에 배치하는 경우도 있다. 이와 대조적으로, "BC"는 항상 연도 숫자 뒤에 배치되는데(예: 70 BC 그러나 AD 70), 구문적 순서를 유지하기 위함이다. 또한 "AD" 약어는 "4세기 AD" 또는 "2천년기 AD"와 같이 세기나 천년기 숫자 뒤에도 널리 사용된다(비록 보수적 용법에서는 과거에 이러한 표현을 거부했지만). "BC"가 Before Christ(그리스도 이전)의 영어 약어이기 때문에, 때때로 AD가 After Death(사망 이후, 즉 예수의 사망 이후)를 의미한다고 잘못 결론짓는 경우가 있다. 이러한 해석이라면 일반적으로 예수의 생애와 관련된 약 33년이 BC와 AD 시간 척도 어디에도 포함되지 않게 된다.

## 역사
서력기원 달력 시스템은 525년 디오니시우스 엑시구스에 의해 부활절 목록의 연도를 열거하려 창안되었다. 그의 시스템은 기독교를 박해하였던 폭군에 대한 기억을 지속하고 싶지 않았기 때문에 디오클레시아누스 시대 동안 사용되어 왔던 구 부활절 목록을 대체하기 위함이었다. 구 목록을 사용했던 마지막 연도인 디오클레시아누스 247년에 즉시 그 목록의 첫 연도, 기원후 532년이 뒤를 이었다. 그가 그 목록을 창안했을 때, 율리우스력 연도는 그 연도에 재직한 영사가 명명함에 의해 인정되었다. 그는 직접 프로부스 유니오르가 영사직에 있던 현 연도가 예수의 성육신으로부터 525년이라 명시했다. 따라서 디오니스우스는 예수의 탄생 혹은 잉태한 구체적인 연도를 명시하지 않고 예수의 성육신이 525년 전에 탄생했다고 하였다. 하지만 영사관이든, 올림피아드든, 전 세계의 연도든, 혹은 아우구스투스의 연호든 그의 시대를 다른 달력 시스템과 관련시킨 디오니시우스를 하는 그의 목록의 그의 설명에 어디에도 없다.(하물며 그는 설명하거나 근본적인 날짜를 정당화시키진 아니했다).:778
블랙번과 홀포드-스트레벤즈는 디오니시우스 황제가 예수의 탄생 또는 강생으로 BC 2년, BC 1년, AD 1년을 삼은 것에 대해 잠시 논쟁을 제시했다. 혼란의 근원 중에는 다음과 같은 것들이 있었다.:778–9
- 현대에서는 강생은 이 개념과 같은 의미이지만, 베다와 같은 고대의 작가들은 강생을 예수의 탄생년과 비슷할 것이라고 생각했다.
- 시민 또는 영사관의 해는 1월 1일에 시작했지만 디오클레티아누스 황제 이전[8]에는 8월 29일에 시작했다.
- 영사들의 목록에 부정확함이 있었다
- 황제의 집권년도의 요약이 헷갈렸다.

## 오해
서력기원은 예수가 태어난 날짜부터 시작하는 기력이라고 알려졌고 실제 예수가 태어난 해부터 계산하려 했지만 후에 이 계산이 잘못된 것을 알게 되었다. 하지만 예수가 태어난 시기 자체에 논쟁이 많고 해당 시기에 맞춰 서력 전체를 옮기면 기존 역사서 등에 혼란이 가중될 수 있어 예수의 탄생날짜를 BC로 고쳤다.

## 같이 보기
- 공통 기원(Common Era (CE); Before the Common Era (BCE))
- 단기
- 불기
- 대한민국 (연호)
- DD
- TT